# Cestrum pacificum
Cestrum pacificum là loài thực vật có hoa trong họ Cà. Loài này được Brandegee mô tả khoa học đầu tiên năm 1899.